# Esclavitud hereditaria en América
La esclavitud hereditaria en América se caracterizó por ser una esclavitud que se aplicaba a los descendientes de los esclavos y dependía de la supuesta raza de los esclavos. Como institución social, la esclavitud hereditaria clasificaba a los esclavos como propiedad personal del esclavista; al igual que el ganado, podían comprarse y venderse a voluntad, y los hijos eran retenidos como propiedad privada del esclavista.

## Desarrollo
La esclavitud hereditaria en América se caracterizó por la presencia de una combinación de factores. Estos eran la duración de la esclavitud durante toda la vida del esclavo; los hijos del esclavo eran también propiedad, y heredaban la condición de esclavos; la esclavitud estaba basada en la raza o color de piel; la deuda se transmitía a los descendientes (hereditaria) y los esclavos se consideraban propiedad privada.

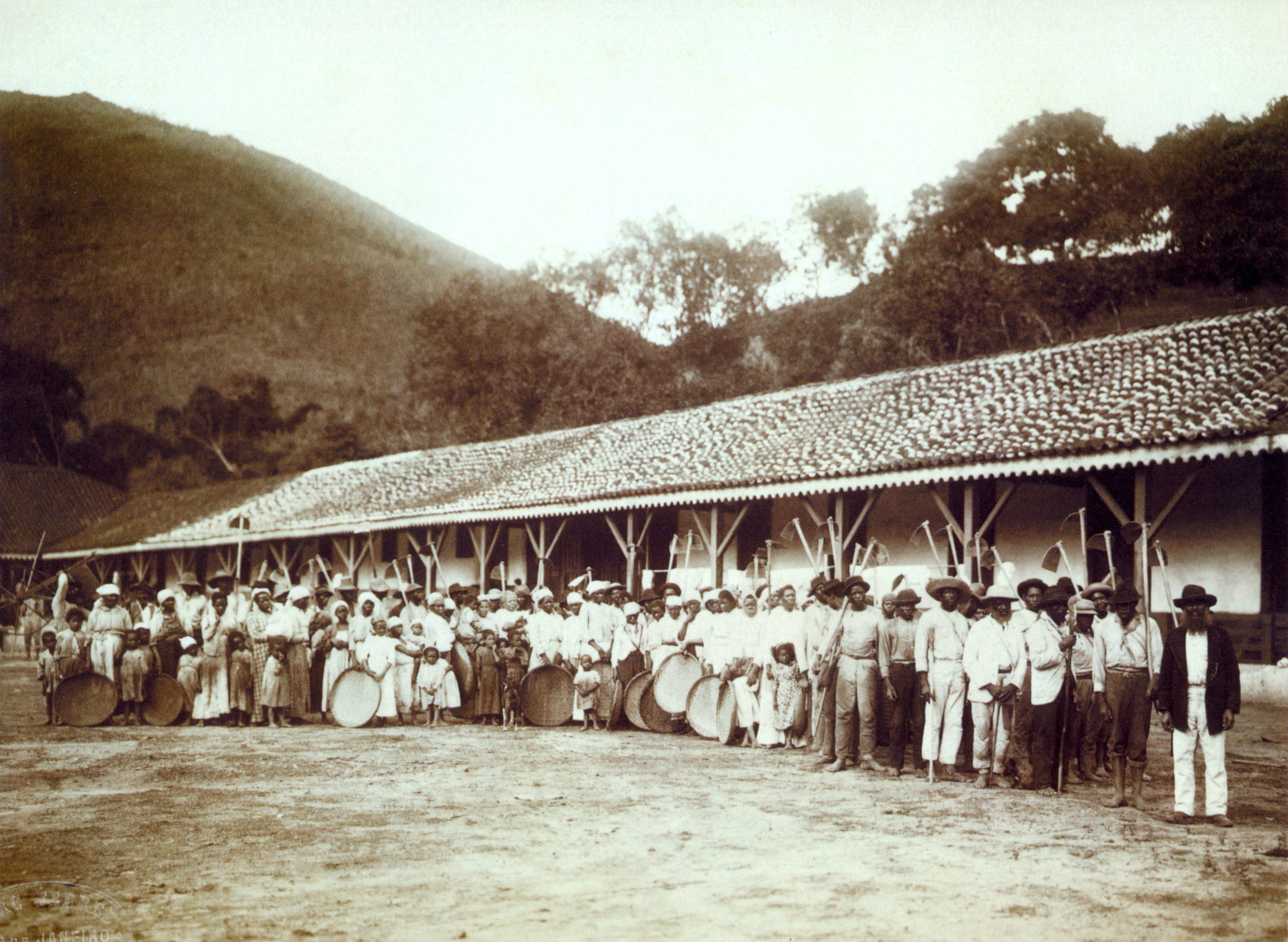
Esclavos en Brasil, 1885

La esclavitud hereditaria se dio durante la colonización europea de América, en particular de los daneses, españoles, franceses, holandeses, ingleses, y portugueses. Estos imperios implementaron el tráfico transatlántico de esclavos. Durante esta colonización, la esclavitud se caracterizó por basarse en el color más oscuro de la piel. Por esto, la esclavitud hereditaria en América tuvo un componente de racialización. Antes de la colonización, en el continente americano se practicó la esclavitud pero no era hereditaria ni racializada.
Según el historiador Moses I. Finley, solamente han existido cinco sociedades esclavistas a lo largo de la historia. Una sociedad esclavista es aquella cuyo sistema socioeconómico principal se basa en la esclavitud. Estas cinco sociedades existieron en la Antigua Grecia, el Imperio romano, el Caribe colonial, el Brasil colonial y el sur de Estados Unidos de América.
En la esclavitud hereditaria se practicaban formas extremas de crueldad, como la violación, la separación familiar y la separación del grupo nacional. La separación del grupo nacional se llevó a cabo para que los esclavos estuvieran aislados y no pudieran comunicarse.
Durante la época colonial, los indígenas de América también fueron víctimas de la esclavitud en ciertos lugares y períodos históricos, como en Cuzco, las minas mexicanas y las plantaciones de esclavos en el Caribe.
La esclavitud hereditaria era uno de los varios tipos de esclavitud que se dieron a lo largo de la historia, las cuales incluyeron la servidumbre por deudas y la servidumbre por contrato. En la esclavitud hereditaria, los esclavistas tenían más control sobre los esclavos que en otras formas de esclavitud.
La esclavitud hereditaria en América comenzó a desaparecer a partir del éxito de la revolución haitiana y otras guerras de independencia de los imperios coloniales europeos. De los últimos casos de la esclavitud hereditaria en América fueron en Estados Unidos en 1865 y Brasil en 1888.

## Fundación y abolición
La siguiente tabla enlista países americanos y el año de su fundación como estado soberano, y el año de la abolición de la esclavitud de propiedad.
| País                         | Año de fundación del país | Año de abolición | Lapso |
| ---------------------------- | ------------------------- | ---------------- | ----- |
| Estados Unidos               | 1776                      | 1865             | 89    |
| Brasil                       | 1822                      | 1888             | 66    |
| Paraguay                     | 1811                      | 1869             | 58    |
| Argentina                    | 1816                      | 1853             | 37    |
| Perú                         | 1821                      | 1854             | 33    |
| Colombia                     | 1819                      | 1851             | 32    |
| Ecuador                      | 1820                      | 1851             | 31    |
| Venezuela                    | 1830                      | 1854             | 24    |
| Uruguay                      | 1825                      | 1842             | 17    |
| México                       | 1821                      | 1829             | 8     |
| Bolivia                      | 1825                      | 1831             | 6     |
| Chile                        | 1818                      | 1823             | 5     |
| Costa Rica                   | 1821                      | 1824             | 3     |
| Guatemala                    | 1821                      | 1824             | 3     |
| Honduras                     | 1821                      | 1824             | 3     |
| Nicaragua                    | 1821                      | 1824             | 3     |
| Haití                        | 1804                      | 1804             | 0     |
| Cuba                         | 1902                      | 1886             | -16   |
| República Dominicana         | 1844                      | 1822             | -22   |
| Canadá                       | 1867                      | 1834             | -33   |
| Surinam                      | 1975                      | 1863             | -112  |
| Jamaica                      | 1962                      | 1834             | -128  |
| Trinidad y Tobago            | 1962                      | 1834             | -128  |
| Barbados                     | 1966                      | 1834             | -132  |
| Bahamas                      | 1973                      | 1834             | -139  |
| Granada                      | 1974                      | 1834             | -140  |
| Belice                       | 1981                      | 1838             | -143  |
| Dominica                     | 1978                      | 1834             | -144  |
| Santa Lucía                  | 1979                      | 1834             | -145  |
| San Vicente y las Granadinas | 1979                      | 1834             | -145  |
| San Cristóbal y Nieves       | 1983                      | 1834             | -149  |